# D.O.C.
"D.O.C." er 18. afsnit af tredje sæson af den amerikanske tv-serie Lost. Manuskriptet er udformet af Edward Kitsis og Adam Horowitz, mens Fred Toye har håndteret instruktionen. Det blev sendt første gang 25. april 2007 på American Broadcasting Company.